# Star Wars: Forces of Destiny
Star Wars: Forces of Destiny, nota anche come Star Wars: Forze del destino, è una serie animata in 2D statunitense creata da Dave Filoni, Carrie Beck e Jennifer Muro, prodotta dalla Lucasfilm Animation e da Ghostbot. La serie si concentra sulle avventure dei personaggi femminili di varie epoche dell'universo fantascientifico di Guerre stellari, e su come le decisioni che prendono influenzano il loro destino.
Annunciata e presentata per la prima volta nell'aprile 2017 durante la Star Wars Celebration ad Orlando, Forces of Destiny fa parte di un franchise realizzato da Disney Consumer Products and Interactive Media e che comprende anche una linea di giocattoli Hasbro e una serie di libri rivolti ai più giovani. La serie è il primo prodotto animato canonico in 2D realizzato dalla Lucasfilm, il secondo in assoluto nella storia della saga contando anche la serie Clone Wars dell'Universo espanso.
Gli episodi da due-tre minuti sono stati pubblicati sul canale YouTube della Disney; i primi otto sono usciti nel luglio 2017, mentre gli altri otto nell'autunno 2017 e la seconda stagione di otto episodi è stata rilasciata nel 2018. Gli episodi sono andati in onda anche su Disney Channel.

## Trama
La serie ruota attorno ai principali personaggi femminili della saga, tra cui Leila Organa, Sabine Wren, Jyn Erso, Rose Tico, Ahsoka Tano, Padmé Amidala, Hera Syndulla e Rey.

## Episodi
| Stagione         | Episodi | Prima TV USA | Prima TV Italia |
| ---------------- | ------- | ------------ | --------------- |
| Prima stagione   | 16      | 2017         | 2017            |
| Seconda stagione | 16      | 2018         | inedita         |

## Personaggi e doppiatori

### Personaggi principali
- Ahsoka Tano, doppiata in originale da Ashley Eckstein[1] e in italiano da Erica Necci: una Jedi di razza Togruta introdotta nel film Star Wars: The Clone Wars, che lascia l'Ordine Jedi per diventare un membro dell'Alleanza Ribelle.
- Rey, doppiata in originale da Daisy Ridley[1] e in italiano da Benedetta Degli Innocenti: una mercante di rottami introdotta nel film Il risveglio della Forza.
- Jyn Erso, doppiata in originale da Felicity Jones[1] (prima stagione), Helen Sadler (seconda stagione) e in italiano da Valentina Favazza: una criminale introdotta nel film Rogue One: A Star Wars Story che viene in aiuto dell'Alleanza Ribelle.
- Generale Organa, doppiata in originale da Shelby Young[1] e in italiano da Elena Perino: principessa e senatrice di Alderaan e membro dell'Alleanza Ribelle introdotta nella trilogia originale.
- Padmé Amidala, doppiata in originale da Catherine Taber[1] e in italiano da Federica De Bortoli: una senatrice di Naboo, madre di Leila Organa e Luke Skywalker, introdotta nella trilogia prequel.
- Hera Syndulla, doppiata in originale da Vanessa Marshall[1] e in italiano da Stella Musy: una pilota Twi'lek dell'Alleanza Ribelle introdotta in Star Wars Rebels.
- Maz Kanata, doppiata in originale da Lupita Nyong'o[1] e in italiano da Chiara Gioncardi: un'aliena proprietaria di una taverna introdotta in Star Wars - Il risveglio della Forza e narratrice della serie[4].
- Sabine Wren, doppiata in originale da Tiya Sircar[1] e in italiano da Maria Letizia Scifoni: un'artista di graffiti Mandaloriana e membro dell'Alleanza Ribelle introdotta in Rebels.
- Rose Tico, doppiata in originale da Kelly Marie Tran:[7] una meccanica che lavora per la Resistenza, comparsa nel film Gli ultimi Jedi e in L'ascesa di Skywalker.
- Qi'ra, doppiata in originale da Olivia Hack:[8] un membro del Sole Nero ed ex amica d'infanzia di Ian Solo. Compare per la prima volta in Solo.

### Personaggi secondari
Da The Clone Wars e Rebels, Matt Lanter riprende il suo ruolo di Anakin Skywalker, Tom Kane riprende il suo ruolo di Yoda, Jim Cummings riprende il suo ruolo di Hondo Ohnaka, Taylor Gray riprende il suo ruolo di Jedi Padawan Ezra Bridger, Gina Torres riprende il suo ruolo di cacciatrice di taglie Ketsu Onyo e Ritesh Rajan riprende il suo ruolo di Tristan Wren.
Dai film, John Boyega riprende il suo ruolo di assaltatore disertore del Primo Ordine Finn, Mark Hamill riprende il suo ruolo di Luke Skywalker e Anthony Daniels riprende il suo ruolo di droide C-3PO. Nella serie compaiono anche i contrabbandieri Ian Solo e Chewbecca, l'ewok Wicket W. Warrick e e i droidi R2-D2, BB-8 e Chopper.

## Produzione
(Il presidente della Lucasfilm Kathleen Kennedy)
Con la messa in onda della terza stagione di Star Wars Rebels, il creatore della serie Dave Filoni si era dimesso dal ruolo di direttore di supervisione, in favore di una nuova serie da sviluppare in futuro. Intorno a questa voci, Jennifer Muro ha annunciato sul suo profilo Twitter che stava scrivendo per un nuovo progetto della Lucasfilm.
La serie è stata annunciata il 12 aprile 2017, mentre un'anteprima della serie è stata mostrata il 14 aprile alla Star Wars Celebration di Orlando. Si tratta della prima serie animata in 2D creata dalla Lucasfilm Animation; le precedenti serie in 2D come Ewoks, Droids Adventures e Clone Wars (tutte parte dell'universo espanso) sono state create prima della fondazione dello studio. La serie è creata come parte di Disney Consumer Products and Interactive Media del canale YouTube della Disney.
Forces of Destiny, una combinazione di animazione tradizionale e digitale, è stata concepita come una webserie perché così i bambini, che sono sempre meno orientati per guardare la televisione, avrebbero apprezzato meglio la serie tramite internet.
A differenza di The Clone Wars e Rebels, la colonna sonora non è curata da Kevin Kiner bensì da Ryan Shore.

## Distribuzione
Forces of Destiny è stata distribuita dal 3 luglio 2017, tramite il canale YouTube della Disney, iniziando l'uscita giornaliera dei primi otto episodi. Inizialmente era stato annunciato che questa uscita sarebbe culminata nella trasmissione in anteprima degli otto episodi su Disney Channel il 9 luglio come uno speciale di trenta minuti, ma il 9 luglio la Disney ha annunciato tramite Twitter che solo due episodi sarebbero stati trasmessi. La seconda parte di otto episodi è stata rilasciata nell'ottobre 2017. Successivamente è stato annunciato che gli episodi andranno in onda in due speciali di mezz'ora su Disney Channel l'1 e il 29 ottobre. Una seconda stagione di 16 episodi aggiuntivi è stata annunciata a settembre 2017. Gli episodi sono stati pubblicati il 19 marzo 2018 online e sono stati trasmessi su Disney Channel il 25 marzo 2018.
La serie è disponibile sul servizio di streaming Disney+ dalla data di lancio.

## Opere derivate
La serie animata è accompagnata da alcuni libri e da una linea di action figure realizzate da Hasbro.

### Libri
I primi libri che verranno pubblicati sono gli adattamenti dei primi due episodi della serie: Daring Adventures: Volume 1 è l'adattamento del corto con Sabine, Rey e Padmé e Daring Adventures: Volume 2 è l'adattamento del corto con protagoniste Jyn, Ahsoka e Leila. IDW Publishing ha pubblicato Star Wars: Forces of Destiny, una miniserie settimanale di fumetti di cinque numeri che è andata in onda da gennaio a maggio 2018.

### Giocattoli
La linea di giocattoli Hasbro presenta una nuova classe di figure, le figure di avventure riempiono lo spazio tra le action figure e le bambole. Queste figure articolate da 11 pollici dei sei personaggi femminili principali e le figure abbinate di altri personaggi sono state lanciate il 1º agosto 2017 insieme ad accessori come le spade laser. Altri personaggi, tra cui Luke Skywalker e Kylo Ren, dovevano essere rilasciati.

### Abbigliamento
La Lucasfilm ha anche annunciato una linea di abbigliamento.

## Accoglienza
SyFy Wire definisce Forces of Destiny "un grande concetto alla ricerca di un'esecuzione di gran lunga migliore. ... Quella che avrebbe potuto essere una versione incentrata sulle donne dei cortometraggi di Clone Wars di Genndy Tartakovsky del 2003 è invece una serie di storie disconnesse legate a un singolare estetica visiva... Per quanto sia divertente vedere questi personaggi femminili avere un po' più di tempo sullo schermo, non è ancora abbastanza".

## Riconoscimenti
- 2019 - ASCAP Screen Music Awards[27]
  - Vinto - Migliori serie televisive via cavo a Ryan Shore